# КТВ-57
КТВ-55-2 (КТВ-57) — трамвайний вагон, двостороння модифікація трамваю КТВ-55, що виготовлялася Київським Заводом Електротранспорту з невеликими перервами в 1955 - 1968 роках. Вагон було розроблено спеціально для експлуатації на лініях з тупиковими кінцевими зупинками. 
Вагон було розроблено на агрегатній базі вагонів типу Pullman, що експлуатувалися в Києві з 1902 року; в перші роки виробництво являло собою встановлення нових кузовів вагонів на рами старих Пульманів, що підлягали подальшій експлуатації. За такою схемою було проведено ремонт 22 вагонів у 1955-1959 рр. і одного вагону у 1965 році. КТВ-57 вироблявся виключно на замовлення міста Києва.
Єдиним КТВ-55/57, що дожив до наших днів, є київський трамвай № АВ-2. Виготовлений у 1958 році на рамі Пульмана 1933 року, перероблений у піскопосипач в 1969 році. Досі експлуатується.

## Конструкція
Вагони сімейства КТВ-55 побудовані на базі силової конструкції чотиривісних високопідлогових трамваїв Pullman, що на момент початку проєктування експлуатувалися на вулицях Києва вже близько 50 років. Перші вагони серії були побудовані цілком на рамах старих Пульманів і, по суті, являли собою їх глибоку модернізацію.

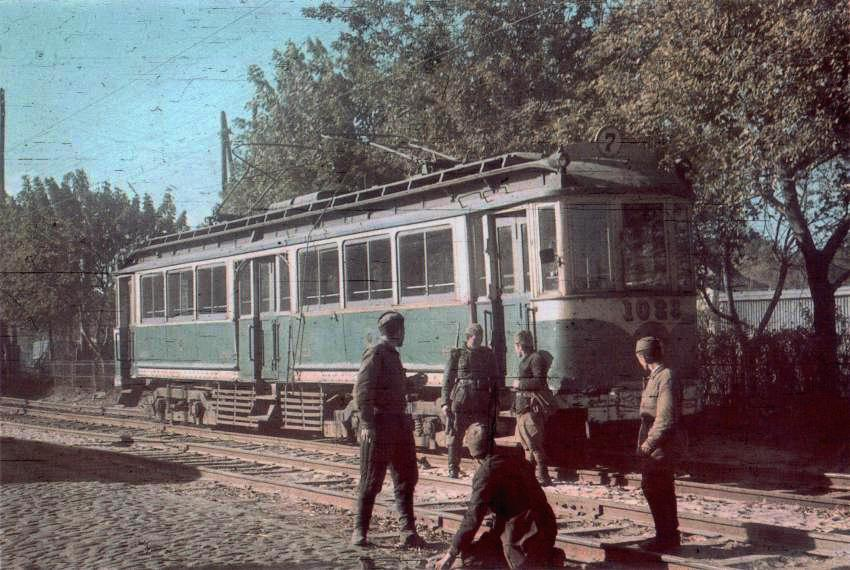
Pullman №1023 до ремонту, 1941 рік

Прототипом конкретно вагонів серії КТВ-57 можна вважати київський вагон №1023, що було відремонтовано на Київському заводі електротранспорту у 1951 році. По-перше, при ремонті йому було збережено двокабінну схему роботи (багатьом Pullman в процесі ремонту залишали лише один пульт керування). По-друге, зовнішність вагона переробили у стилі вагону МТВ-82 із використанням великої кількості його елементів оздоблення.

## КТВ-57 в культурі
- Трамвай КТВ-57 можна побачити у короткометражному фільмі "Трамвай удачі" (1993р.) режисерки Анни Гресь.
- На ювілейній поштовій марці "Київський трамвай КТВ-55-2" 2015 року випуску зображено трамвай КТВ-57 №2004 у "ранньому забарвленні" (до 1968 року).
- У романі "Наше життя" Сергія Баумштейна згадується вагон КТВ-57. У рядку "..."Тридцатка" с Печерска на вокзал — двуглавые "тяни-толкай" из сказки." описуються саме вагони КТВ-57, що обслуговували лінію 30-го маршруту від моменту ліквідації кільця біля Печерського мосту в 1967 році до ліквідації усієї лінії бульваром Лесі Українки у 1985 р. За свою конструктивну особливість вагони КТВ-57 серед киян отримали прізвисько "тягни-штовхай".